# سمير بلكفيف
سمير بلكفيف كاتب وباحث أكاديمي مختص في الفلسفة الغربية الحديثة والمعاصرة، ومهتم بقضايا الإنسان والأخلاق والجماليات. وِلِدَ بمدينة «ششار» ولاية «خنشلة» بالشرق الجزائري في 26 / 12/ 1983، تابع تعليميه الابتدائي والمتوسط والثانوي بمسقط رأسه، يعمل حاليا كأستاذ جامعي.

## التعليم
- ليسانس الفلسفة، المدرسة العليا للأساتذة/ قسنطينة، 2006.[4]
- ماجستيرالفلسفة، جامعة منتوري قسنطينة -سابقا- عبد الحميد مهري/قسنطينة 2 حاليا، تحت عنوان: «الكوني في فلسفة كانط» 2010.[4]
- دكتوراه في الفلسفة، جامعة قسنطينة 2 (الجزائر) وجامعة باريس 8 (فرنسا)، تحت عنوان : منزلة كانط في الإيتيقا والاستطيقا المعاصرتين 2017.

## الكتب
أصدر مجموعة كُتب في الفكر والفلسفة والسيكولوجيا، وقد تناول في معظم كتبه وأبحاثه ودراساته كانط وفكره وفلسفته، ما يؤكد ثبات اختياراته البحثية المنحازة دائما إلى كانط. من كتبه:
| الكتاب                                                     | اللغة   | الناشر               | السنة  | عدد الصفحات | الرقم الدولي         | المصدر |
| ---------------------------------------------------------- | ------- | -------------------- | ------ | ----------- | -------------------- | ------ |
| إيمانويل كانط فيلسوف الكونية                               | العربية | منشورات الأختلاف     | 2011   | 244         | (ردمك 0000010930274) | [ 5 ]  |
| التفكير مع كانط ضد كانط                                    | العربية | منشورات الأختلاف     | 2014   | 142         | (ردمك 9786140211254) | [ 6 ]  |
| الفلسفة الألمانية والفتوحات النقدية                        | العربية | جداول                | 2014   | 310         | (ردمك 9786144182109) | [ 7 ]  |
| الفلسفة الأخلاقية من سؤال المعنى إلى مأزق الأجراء          | العربية | منشورات ضفاف         | 2013   | 581         | (ردمك 9786140109391) | [ 8 ]  |
| التفكير مع كانط ضد كانط مساهمة في نقد النقد                | العربية | منشورات ضفاف         | لايوجد | 209         | (ردمك B076FBWDKJ)    | [ 9 ]  |
| الفلسفة الفرنسية المعاصرة جدل التموقع والتوسع              | العربية | منشورات ضفاف         | 2015   | 368         | لا يوجد              | [ 10 ] |
| سيكولوجيا القراءة                                          | العربية | أسامة للنشر والتوزيع | 2015   | 104         | (ردمك 9789957226220) | [ 11 ] |
| الفلسفات الأنجلو - أمريكية من تفكيك الواقع إلى أعادة بناءه | العربية | منشورات ضفاف         | 2016   | لا يوجد     | لا يوجد              | [ 12 ] |
| الفلسفة الألمانية والفتوحات النقدية                        | العربية | جداول                | 2014   | لا يوجد     | لا يوجد              | [ 13 ] |